# Río Challhuayacu
Der Río Challhuayacu ist ein 35 km langer linker Nebenfluss des Río Huallaga in der Provinz Tocache der Region San Martín im zentralen Norden Perus.

## Flusslauf
Der Río Challhuayacu entspringt an der Ostflanke der peruanischen Zentralkordillere auf einer Höhe von etwa 2800 m im äußersten Süden des Distrikts Pólvora. Er fließt anfangs knapp 11 km nach Norden, nimmt einen größeren linken Nebenfluss auf und wendet sich im Anschluss in Richtung Nordnordost. Er erreicht schließlich das breite, flache Flusstal des Río Huallaga und durchquert dieses auf seinen unteren 15 Kilometern. Ab Flusskilometer 10 fließt er nach Osten, auf den letzten 5 Kilometern wendet er sich allmählich nach Nordosten. In der Ebene bildet der Río Challhuayacu einen verflochtenen Fluss. Bei Flusskilometer 4 kreuzt den Fluss die Nationalstraße 5N (Tocache–Juanjuí). Der Río Challhuayacu mündet schließlich 16 km nordwestlich der Provinzhauptstadt Tocache auf einer Höhe von 470 m in den Río Huallaga. Etwa einen Kilometer oberhalb der Mündung zweigt ein kleinerer Mündungsarm nach rechts ab. Der Río Challhuayacu führt offenbar eine größere Sedimentfracht mit sich. Die Flussmündung des Río Challhuayacu ragt in den Río Huallaga hinein. 

## Einzugsgebiet
Das Einzugsgebiet des Río Challhuayacu umfasst eine Fläche von 234 km². Es liegt vollständig in dem Distrikt Pólvora. Im Norden und im Westen grenzt das Einzugsgebiet an das des Río Mishollo, im Süden an das des Río Tocache sowie im Südosten an das des Río Cañuto.

## Ökologie
Das Bergland ist noch weitgehend unbesiedelt und mit Bergregenwald bedeckt. Im Flusstal des Río Huallaga südlich und nördlich des Río Challhuayacu erstrecken sich großflächige Ölpalmenplantagen.